# منتخب المغرب لكرة القدم الشاطئية
منتخب المغرب لكرة القدم الشاطئية، هو منتخب وطني لكرة القدم الشاطئية في المغرب، شارك في بطولة أفريقيا لكرة القدم الشاطئية عشر مرات منذ عام 2006 وأفضل إنجاز له المركز الثالث.

## الألقاب والجوائز
بطولة أفريقيا لكرة القدم الشاطئية :
- المركز الثالث : 2013، 2021، 2022، 2024

الألعاب الإفريقية الشاطئية :
- البطل : 2023
- الوصيف : 2019

بطولة كوسافا لكرة القدم الشاطئية :
- البطل : 2023

البطولة العربية لكرة القدم الشاطئية :
- الوصيف : 2016

### ألقاب أخرى
كأس الدار البيضاء لكرة القدم الشاطئية :
- البطل : 2009، 2024[3]
- الوصيف : 2022

كأس السلفادور لكرة القدم الشاطئية :
- البطل : 2024[4]

## مصدر
1. ↑  National Team: Morocco نسخة محفوظة 12 فبراير 2018 على موقع واي باك مشين.
2. ↑  "المدرب: عمر سيلا". www.kooora.com. مؤرشف من الأصل في 2014-06-08. اطلع عليه بتاريخ 2019-11-06.
3. ↑  "منتخب "الشاطئية" بطلا لكأس البيضاء". اطلع عليه بتاريخ 2024-10-24.
4. ↑  "أسود الكرة الشاطئية يتوجون بكأس السلفادور الدولية". مؤرشف من الأصل في 2024-04-04. اطلع عليه بتاريخ 2024-04-04.